# Ludmila Pelikánová
Ludmila Pelikánová, provdaná Vlasáková, (8. září 1915, Praha – 6. října 1993, Praha) byla česká herečka, recitátorka, pořadatelka kulturněpolitických sborníků a politická agitátorka.

## Život
V letech 1938–1945 byla členkou pražského divadla Uranie a od roku 1948 členkou Divadla na Vinohradech, kde setrvala až do odchodu do penze v roce 1981 .
Nejvíce se věnovala uměleckému přednesu. V televizi to byla Nedělní chvilka poezie či představení v divadle Lyra Pragensis. Na zájezdech prezentovala nejčastěji revoluční díla sovětských a českých básníků. Napsala odborné knihy O přednesu (1942), Recitace, nástroj a zbraň (1962) a Pár slov k recitátorům (1984). Jako členka KSČ byla politicky velmi angažovaná. Známé bylo její vystoupení v televizním pořadu Křeslo pro hosta. Za svou angažovanou činnost získala titul zasloužilá umělkyně (1965), Státní cenu (1953), Řád práce (1962) a poděbradskou Křišťálovou růži (1977) za poezii. V červnu 1985 jí byl propůjčen Řád Vítězného února. Podle vzpomínek Jiřiny Švorcové se u ní před rokem 1989 projevila duševní choroba, následně musela být internována do psychiatrické léčebny v Bohnicích, kde nakonec i zemřela.

## Dílo
- PELIKÁNOVÁ, Ludmila. O přednesu. 1. vyd. Praha: Václav Petr, 1942.
- PELIKÁNOVÁ, Ludmila; JIRÁČEK, Karel. Pár slov k recitátorům. 1. vyd. Praha: Práce, 1962.
- PELIKÁNOVÁ, Ludmila. Jaro lidstva : Sborník kulturního materiálu k 40. výročí Velké říjnové socialistické revoluce a k významným kulturním výročím. 1. vyd. Praha: Práce, 1957.
- PELIKÁNOVÁ, Ludmila. Lid bohatýr : Sborník kulturního materiálu k 10. výročí Vítězného února a 40. výročí vzniku Sovětské armády. 1. vyd. Praha: Práce, 1957.
- PELIKÁNOVÁ, Ludmila. Recitujeme ... : Pokyny k utvoření a práci recitačního kolektivu. 1. vyd. Praha: Ústřední oddělení kulturní ÚRO, 1946.